# Nacionalni park Kaziranga
Nacionalni park Kaziranga (asamski jezik: কাজিরাঙ্গা জাতীয় উদ্যান, Kazirônga Rastriyô Uddan), je nacionalni park uz rijeku Brahmaputra u pokrajinama Golaghat i Nagaon u indijskoj državi Assam. 
Nacionalni park Kaziranga ima površinu od od 430 km² i osnovan je 1905. godine. Prekriva ga većinom pašnjaci tzv. "slonovske trave" (Miscanthus sinensis), blatišta, vlažna suptropska i tropska kišna šuma, ispresjecani s četiri glavne rijeke, uključujući Brahmaputru, i nekoliko malenih jezera. 
Uspoređujući ga s drugim zaštićenim područjima Indije, Kaziranga je najbolji u očuvanju divljih životinja, a kako se nalazi na ivici istočne himalajske bioraznolikosti, u njemu se nalazi veliki broj različitih vrsta. U njemu se nalaze dvije trećine svjetske populacije ugroženih Indijskih nosoroga (Rhinoceros unicornis), te najveća koncentracija tigrova od svih svjetskih nacionalnih parkova, zbog čega je progalšen i rezervatom tigrova 2006. godine. Pored toga, park je dom za 35 vrsta sisavaca, uključujući veliki broj divljih slonova, indijskih bivola i barasinga jelena; ali i veliki broj ptica zbog čega je prepoznat kao važan rezervat ptica.
Upisan je 1985. godine na UNESCO-ov popis mjesta svjetske baštine u Aziji i Oceaniji kao jedno velikih utočišta divljih životinja. 
- Krajolik Kazirange
- Golo drveće ispred pašnjaka i šume
- Kontrolirano spaljivanje trave u parku
- Plava zlatovrana (Coracias benghalensis)
- Zlatni langur (Trachypithecus geei)

## Vanjske poveznice
- Službena stranica parka Kaziranga  Arhivirana inačica izvorne stranice od 24. studenoga 2009. (Wayback Machine) (engl.) Posjećeno 22. lipnja 2011.
- Kaziranga National Park (engl.) Posjećeno 22. lipnja 2011.
- Izvanredna fotografija tigra u NP Kaziranga na nationalgeographic.com

Ostali projekti
|  | Zajednički poslužitelj ima još gradiva o temi Nacionalni park Kaziranga |